# Оксенхоуп
Оксенхоуп (англ. Oxenhope) — деревня и административный район в метрополитенском районе Сити-оф-Брадфорд английского графства Уэст-Йоркшир. Население деревни составляет 2476 жителей.

## Уроженцы
- Герберт Баттерфилд (1900-1976) — историк, профессор Кембриджа, исследователь истории Церкви

## Галерея

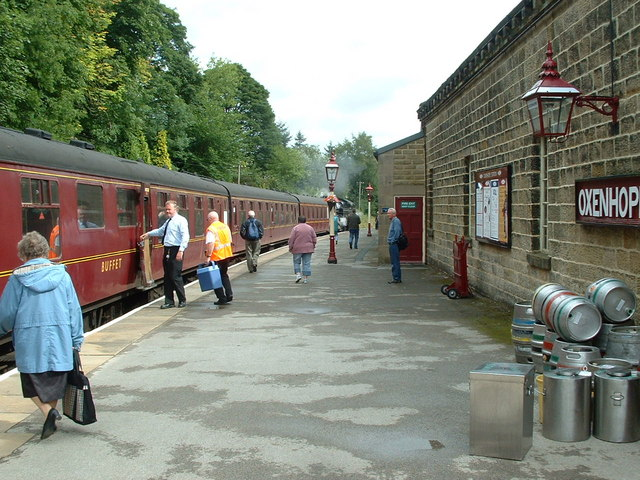
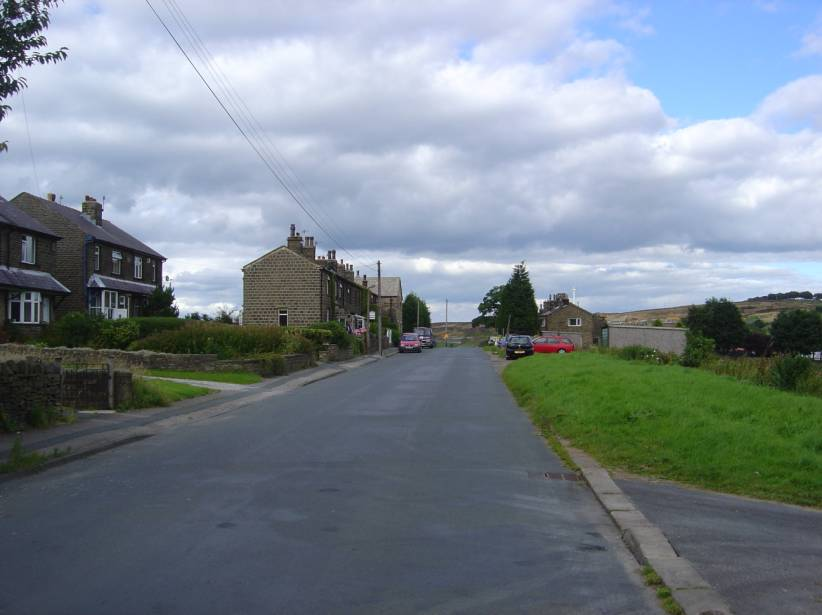
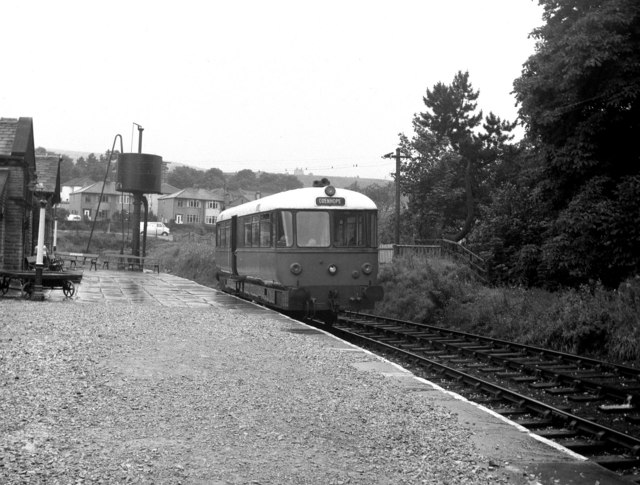
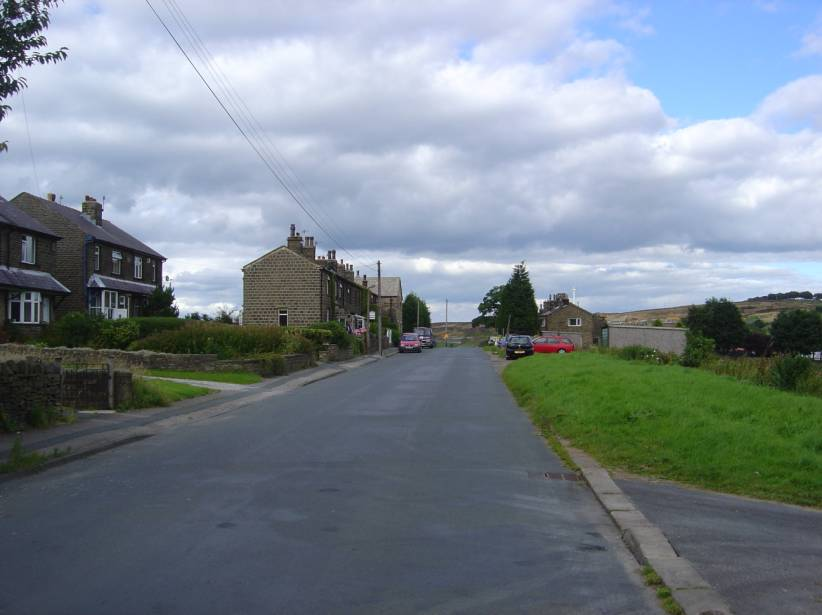